# Plaça Victor Català, 10 (l'Escala)
La Plaça Victor Català, 10 és una casa de l'Escala (Alt Empordà) inclosa a l'Inventari del Patrimoni Arquitectònic de Catalunya. Situada dins del nucli antic de la població de l'Escala, al sector nord-oest, amb la façana principal orientada a la plaça Víctor Català i la posterior al carrer Poca Farina.

## Descripció
Edifici unifamiliar entre mitgeres de planta rectangular, distribuït en planta baixa i dos pisos i amb la coberta plana amb terrat. La façana principal presenta les obertures rectangulars, amb els brancals bastits amb carreus de pedra ben desbastats i les llindes planes. A la planta baixa hi ha el portal d'accés, amb la llinda gravada amb l'any 1884 i una altra data illegible, i al costat una finestra amb l'emmarcament arrebossat i pintat de color blanc, com la resta del parament. Al primer pis, un balcó corregut amb dos finestrals de sortida, que presenta la llosana motllurada i la barana de ferro decorada i pintada de color blanc. A la segona planta, dues finestres amb els ampits motllurats. La façana es troba rematada per una cornisa sobresortida, damunt la qual s'assenta la barana del terrat, decorada amb dos trams de balustrada.
La façana posterior presenta una sola obertura per planta. Als baixos hi ha una porta rectangular, amb els brancals i la llinda de pedra, al primer pis, una finestra balconera amb barana de ferro i a la segona planta, una finestra emmarcada amb carreus. La façana es troba arrebossada i presenta un sòcol de pedra a la planta baixa.

## Història
A la llinda monolítica del portal principal d'accés, es pot apreciar incisa la data 1884, i una altra data illegible.